# Donja Pastuša
Donja Pastuša es una localidad de Croacia en el ejido de la ciudad de Petrinja, condado de Sisak-Moslavina.

## Geografía
Se encuentra a una altitud de 288 m s. n. m. a 77,6 km de la capital nacional, Zagreb.

## Demografía
En el censo 2011, el total de población de la localidad fue de 11 habitantes.
| Gráfica de población de Donja Pastuša 1857-2011                     |
|                                                                     |
| Según los censos de población de la oficina estadística de Croacia. |